# Dromogomphus spoliatus
Dromogomphus spoliatus är en trollsländeart som först beskrevs av Hagen in Selys 1858.  Dromogomphus spoliatus ingår i släktet Dromogomphus och familjen flodtrollsländor. Inga underarter finns listade i Catalogue of Life.